# Relations entre l'Allemagne et le Brésil
Les relations entre l'Allemagne et le Brésil sont les relations diplomatiques entre la république fédérative du Brésil et la République fédérale d’Allemagne.

## Histoire
L'Allemagne et le Brésil ont établi des relations diplomatiques en 1871. Les deux pays sont membres du Groupe des vingt et des Nations unies.